# Ummer d'r Neaver
Ummer d'r Neaver is een muziekgroep uit Kerkrade in de Nederlandse provincie Limburg, die carnavalsliedjes zingt in het Kerkraads en die actief was van 1981 tot 2024.

## Historie
De band werd in november 1981 opgericht door Jo Janssen, Jo Handels en Bert Meijers. Marc Hermans kwam een jaar later bij de band als drummer en weer een jaar later werd Joost Meijs de leadzanger.
Na twee derde plaatsen, won de groep in 1984 en 1985 de Kirchröatsjer Sjlajerparade met respectievelijk D'r ek aaf en 't Pötsje en 't dekkelsje.
In 1996 wordt de eerste Brand Beer Boetegewoeëne Boetezitting georganiseerd op de zaterdag voor carnaval in de Zoepkoel (Oude Markt) in Venlo. Er rijdt een trein (Zoepkoelexpress) van Kerkrade naar Venlo om bezoekers te vervoeren. Ummer d'r Neaver onderneemt een recordpoging om tijdens deze rit op zoveel mogelijk perrons op te treden: in totaal wordt op 42 stations opgetreden.
Ummer d'r Neaver stond diverse keren in de finale van het Limburgs Vastelaovesleedjes Konkoer. In 1993 werd in de finale de zesde plek behaald met D'r Harie en in 1996 werd men vijfde met Tante Annie oes Bennekom. In 2000 behaalden ze wederom de vijfde plek met d'r Pincodesjlajer in de Rodahal in thuisplaats Kerkrade. In 2015 werden ze met het lied Vladimir negende in de LVK-finale.
In 2009 werd de groep opgeschrikt door het nieuws dat oud-bandlid Jo van de Laarschot op nieuwjaarsdag uit het leven is gestapt.
In november 2013 ontving de groep in kasteel Hoensbroek de Gouden Narrenkap van SLV, een overkoepelend orgaan van carnavalsverenigingen.

### Thema's
Ummer d'r Neaver stond bekend om de ludieke optredens en tevens de maatschappijkritische liedjes. Zo maakte de groep onder andere het lied Vladimir (naar aanleiding van de Annexatie van de Krim in 2014) over Vladimir Poetin, Doa kunt Geertje met de boer'kapel over Geert Wilders en Fileleed over verkeersminister Camiel Eurlings. Eurlings trad vervolgens samen met de band op in de Zoepkoel in Venlo. In het lied Ouwe leem zingt de band over carnavalsartiesten die hits scoren op bestaande melodieën. Met de liedjes Pincodesjlajer over pinnen, www.limburg.alaaf over internet en Tita tatoeaasj over tatoeages, gebruikte de groep actuele thema's.

### Afscheid
De band kondigde vanaf het 25-jarig jubileum in 2006 meerdere keren hun afscheid aan met hun 'afscheidsconcert' Tante Annie’s Powersjoenkelpartie en maakte telkens weer een comeback. Zo kwam de band in 2007 terug onder de naam Ummer d'r Neaver Tribute Band. Op 4 en 5 oktober 2024 nam de band definitief afscheid.

## Zijprojecten
De bandleden Hermans en Meijs speelden in 2000 mee in de eerste editie in de Waolse Medammecour. In 2016 bliezen zij deze revue nieuw leven in als de Medammecour On Tour, waarin zij de hoofdrollen Ronny en Sjonnie spelen. Samen met tegenspeelster Resi Coumans maakten Hermans en Meijs als trio ut Dreigestirn va Limburg het carnavalslied Jef jaas, waarmee ze in de finale van het LVK 2022 de gedeelde negende plek behaalden.